# Коровино (Липецк)
Коро́вино — микрорайон в Октябрьском округе Липецка между проспектом Победы и рекой Воронежем. Застроено частными домами.
Есть две версии времени возникновения села — начало XVIII века или конец XVII века. Известно с 1747 года как селение крестьян-однодворцев Романовского уезда (см. Ленино). Притяжательная форма топонима говорит о том, что произошёл он от фамилии Коровин.
В 1972 году Коровино вошло в состав города. До этого времени Коровино было селом Сырского сельсовета Липецкого района Липецкой области (центр — в селе Сырское).

## Границы
С северо-востока и юго-запада территория Коровина отделена двумя большими оврагами от улицы Механизаторов и бывшего села Сырское, вошедшей в состав Липецка в 1972 году (Сырская улица). Крайние улицы Коровина в этих направлениях — Зоологическая и Будённого. С северо-западной стороны граничной улицей это района является Индустриальная, а с юго-востока — река Воронеж (Речная улица).